# Burns (Wisconsin)
Burns è un comune degli Stati Uniti, situato in Wisconsin, nella Contea di La Crosse.